# Сиху (Ханчжоу)
Сиху́ (кит. упр. 西湖, пиньинь Xīhú, буквально: «западное озеро») — район городского подчинения города субпровинциального значения Ханчжоу провинции Чжэцзян (КНР).

## История
В имперское время эти земли входили в состав уезда Цяньтан (钱塘县). После образования Китайской Республики был создан уезд Хансянь (杭县). В 1927 году урбанизированная часть уезда Хансянь была выделена в отдельный город Ханчжоу.
Когда в мае 1949 года Ханчжоу был занят войсками коммунистов, то район № 4 был переименован в Сиху.
В марте 1969 года район Сиху был упразднён, а вместо него был создан Ханчжоуский пригородный район (杭州市郊区). В декабре 1972 года из Ханчжоуского пригородного района был выделен район Сиху. В октябре 1977 года Ханчжоуский пригородный район был присоединён к району Сиху.

## Административное деление
Район делится на 10 уличных комитетов и 2 посёлка.